# Who Am I. Możesz być kim chcesz
Who Am I. Możesz być kim chcesz (niem. Who Am I – Kein System ist sicher) – niemiecki dreszczowiec z 2014 roku w reżyserii Barana bo Odara.
Zdjęcia kręcono w Berlinie i Rostocku. Premiera odbyła się 6 września 2014 roku.

## Obsada
Źródło: Filmweb

- Tom Schilling – Benjamin
- Elyas M’Barek – Max
- Wotan Wilke Möhring – Stephan
- Antoine Monot Jr. – Paul
- Trine Dyrholm – Hanne Lindberg
- Hannah Herzsprung – Marie
- Stephan Kampwirth – Martin Bohmer
- Leopold Hornung – Oskar

## Nagrody i nominacje
Źródło: Internet Movie Database
| Rok  | Nagroda             | Kategoria                                         | Nominacja                                                                     | Wynik     |
| ---- | ------------------- | ------------------------------------------------- | ----------------------------------------------------------------------------- | --------- |
| 2014 | Golden Eye          | Best Film in Focus Switzerland, Germany, Austria  | Baran bo Odar                                                                 | Nominacja |
| 2015 | Bambi               | Film – National                                   | Baran bo Odar, Jantje Friese, Tom Schilling, Hannah Herzsprung, Elyas M’Barek | Wygrana   |
| 2015 | Bavarian Film Award | Best Direction (Regiepreis)                       | Baran bo Odar                                                                 | Wygrana   |
| 2015 | German Camera Award | Best Cinematography (Kamerapreis)                 | Nikolaus Summerer, Wiedemann & Berg Filmproduktion                            | Wygrana   |
| 2015 | Metropolis          | Best Director Feature Film                        | Baran bo Odar, Wiedemann & Berg Filmproduktion                                | Nominacja |
| 2015 | Deutscher Filmpreis | Best Editing (Bester Schnitt)                     | Robert Rzesacz                                                                | Wygrana   |
| 2015 | Deutscher Filmpreis | Best Production Design (Bestes Szenenbild)        | Silke Buhr                                                                    | Wygrana   |
| 2015 | Deutscher Filmpreis | Best Sound (Beste Tongestaltung)                  | Florian Beck, Ansgar Frerich, Bernhard Joest                                  | Wygrana   |
| 2015 | Deutscher Filmpreis | Outstanding Feature Film (Bester Spielfilm)       | Quirin Berg, Max Wiedemann, Wiedemann & Berg Filmproduktion                   | Nominacja |
| 2015 | Deutscher Filmpreis | Best Screenplay (Bestes Drehbuch)                 | Jantje Friese, Baran bo Odar                                                  | Nominacja |
| 2015 | Deutscher Filmpreis | Best Cinematography (Beste Kamera/Bildgestaltung) | Nikolaus Summerer                                                             | Nominacja |
| 2015 | Jupiter Award       | Best German Actor                                 | Elyas M’Barek                                                                 | Nominacja |